# Ames (Iowa)
Ames é uma cidade localizada no estado americano de Iowa, no Condado de Story. Localiza-se 48 km ao norte da capital do estado, Des Moines. É conhecida por abrigar o campus da Universidade Estadual de Iowa e o laboratório de Ames, vinculado ao Departamento de Energia dos Estados Unidos.

## Demografia
Segundo o censo americano de 2010, a sua população era de 58 965 habitantes. Em 2019, foi estimada uma população de 66 258 habitantes.

## Geografia
Está localizada a oeste no Condado de Story, próxima a interseção da Interstate 35 e da U.S Route 30. Cruza a cidade uma linha férrea de carga pertencente à Union Pacific Railroad.
De acordo com o Departamento do Censo dos Estados Unidos, Ames possui área de 62.86 km², dos quais 62,70 km² cobertos por terra e 0,16 km² cobertos por água.

## Localidades na vizinhança
O diagrama seguinte representa as localidades num raio de 20 km ao redor de Ames. 